# Antonín Novotný
Antonín Novotný je bio čehoslovački političar (Letňany, kraj Praga, 10. prosinca 1904. – Prag, 28. siječnja 1975.).
Po zanimanju je bio bravar. Članom Komunističke partije postao je 1921. godine Jedan je od čelnika sindikalnoga pokreta između dvaju ratova. Utamničen je za njemačke okupacije od 1941. do 1945.
Član je Centralnoga komiteta od 1946. i sudjelovao je u komunističkom preuzimanju vlasti 1948. Član je Politbiroa od 1951., prvi tajnik Komunističke partije Čehoslovačke od 1953. Predsjednik je republike od 1957. do 1968. Takozvani kult ličnosti u Čehoslovačkoj dostiže vrhunac u vrijeme njegova vladanja, kada zemlja ulazi i u duboku gospodarsku krizu.
Prisiljen je na ostavku 1968. u korist Alexandera Dubčeka, smijenjen s mjesta predsjednika republike i isključen iz Komunističke partije. Nakon sovjetske intervencije 1968. i povratka staljinističke struje na vlast, ponovno je predsjednik Komunističke partije od 1971. do 1975.